# 전주우편집중국
전주우편집중국(全州郵便集中局)은 전북특별자치도 지역(무주 지역 제외)의 모든 우편물을 자동 구분 처리하여 전국의 우편집중국과 도내 전 우체국으로 송달하는 업무를 하는 전북지방우정청 소속 우편집중국이다. 전북특별자치도 완주군 봉동읍 둔산3로 102에 위치한다.

## 기본 정보
- 주소: 전북특별자치도 완주군 봉동읍 둔산3로 102
- 우편번호: 55316

## 관할구역
- 전주시, 완주군, 임실군, 진안군, 익산시, 군산시, 김제시, 부안군, 정읍시, 고창군, 남원시, 순창군, 장수군 (무주군 제외)

## 조직
- 물류총괄과
- 지원기술과
- 노무지원실

## 같이 보기
- 우정사업본부